# Oncidium universitas-cuencae
Oncidium universitas-cuencae är en orkidéart som beskrevs av Willibald Königer och D.Vázquez. Oncidium universitas-cuencae ingår i släktet Oncidium och familjen orkidéer. Inga underarter finns listade i Catalogue of Life.